# Matías Moroni
Matías Moroni (* 29. března 1991 Buenos Aires) je argentinský ragbista hrající za anglický klub Newcastle Falcons a za argentinskou reprezentaci. Jeho pozice jsou tříčtvrtka a křídlo. Se Leicester Tigers vyhrál v roce 2022 anglickou ligu. V roce 2019 s argentinským týmem Jaguares podlehl ve finále Super Rugby novozélandskému týmu Crusaders. 
Se sedmičkovou reprezentací se zúčastnil LOH 2016. Reprezentační premiéru zažil v roce 2014 proti Skotsku. Zúčastnil se MS 2015, MS 2019 a MS 2023.